# カキモトレーシング
カキモトレーシングは、大阪府堺市西区にある自動車部品製造会社。とくにスポーツカーなど乗用車のマフラー及びパーツの分野で有名である。ロゴは柿本改。

## 概要
1975年（昭和50年）に社長の柿本由行がレース活動と平行しながら設立した。当時の柿本は鈴鹿サーキットのレコードを幾度と無く塗り替え、「L型チューンの柿本」と名高かった。1982年（昭和57年）にはスポーツマフラーのシェアが全国3位となり、増加した販売量のため販売部門を分離するが、1996年（平成8年）に統合され現体制となる。
また、自社ファクトリーではエンジンチューンやワンオフマフラーの製作も行っている。
2024年、後継者不在のため兵庫県の自動車総合メガディーラー「ジーライオングループ」に全株を譲渡。現在は同グループ傘下で営業している。

## 事業所
- 本社・スーパーファクトリー&ワークス
- 滋賀工場